# Unione Sportiva Baracca Calcio 1994-1995
Questa pagina raccoglie le informazioni riguardanti l'Unione Sportiva Baracca Calcio nelle competizioni ufficiali della stagione 1994-1995.

## Rosa
| N. |                   | Ruolo | Calciatore         |
| -- | ----------------- | ----- | ------------------ |
|    | Italia (bandiera) | C     | Gianluca Ambriani  |
|    | Italia (bandiera) | C     | Giuseppe Anaclerio |
|    | Italia (bandiera) | C     | Mirco Battistella  |
|    | Italia (bandiera) | A     | Federico Bonomo    |
|    | Italia (bandiera) | C     | Andrea Buccioli    |
|    | Italia (bandiera) | C     | Davide Campofranco |
|    | Italia (bandiera) | C     | Nicola Cancellara  |
|    | Italia (bandiera) | C     | Davide Cangini     |
|    | Italia (bandiera) | P     | Luca Capecchi      |
|    | Italia (bandiera) | D     | Sandro Ciuffetelli |
|    | Italia (bandiera) | C     | Franco Ermini      |
|    | Italia (bandiera) | A     | Claudio Gallicchio |

| N. |                   | Ruolo | Calciatore        |
| -- | ----------------- | ----- | ----------------- |
|    | Italia (bandiera) | P     | Francesco Gnudi   |
|    | Italia (bandiera) | C     | Alberto Maresi    |
|    | Italia (bandiera) | D     | Luca Montanari    |
|    | Italia (bandiera) | D     | Giuseppe Morisco  |
|    | Italia (bandiera) | A     | Luca Pazzaglia    |
|    | Italia (bandiera) | C     | Maurizio Rizzioli |
|    | Italia (bandiera) | D     | Stefano Sermenghi |
|    | Italia (bandiera) | D     | Marco Sugoni      |
|    | Italia (bandiera) | D     | Ivan Tosi         |
|    | Italia (bandiera) | D     | Luca Villa        |
|    | Italia (bandiera) | C     | Michele Zamboni   |